# Joseph Autran
Joseph Autran (20. června 1813 Marseille – 6. března 1877 Marseille) byl francouzský básník.

## Život
Narodil se v Marseille, později studoval u jezuitů v Aix-en-Provence.
V roce 1832 adresoval Alphonsovi de Lamartine, který se tehdy v rámci své východní cesty zastavil v Marseille, svou ódu. ten přesvědčil Autranova otce, aby mu umožnil věnovat se poezii. Pracoval jako knihovník v Marseille, později mu jeho kontakty s Alexandrem Dumasem mladším otevřeli cestu k divadlu.
Jeho nejznámějším dílem je hra La Fille d'Eschyle, která mu vynesla Francouzskou akademii udílenou Cenu Montyon.
V roce 1868 se sám stal členem Francouzské akademie, ale až na třetí pokus. V roce 1862 byl z náboženských důvodů upřednostněn Octave Feuillet, v roce 1865 jej při volbě porazil Camille Doucet. Do akademie byl skutečně přijat o tři roky později, a to společně s Claudem Bernardem.

## Dílo
- Le Départ pour l'Orient (1832), óda na Alphonsa de Lamartine
- La Mer : poésies (1835)
- Ludibria ventis : poésies nouvelles (1838)
- L'An 40 : ballades et poésies musicales, suivies de Marseille (1840)
- Milianah : poème (1841)
- Italie et Semaine sainte à Rome (1841)
- La Fille d'Eschyle (1848)
- Les Poëmes de la mer (1852)
- Laboureurs et soldats (1854)
- La Vie rurale : tableaux et récits (1856)
- Etienne et Clémentine (1858)
- Épîtres rustiques (1861)
- Le Poème des beaux jours (1862)
- Le Cyclope (1863)
- Paroles de Salomon (1869)
- Sonnets capricieux (1873)
- La Légende des paladins (1875)
- Œuvres complètes (1875–82)